# Eva Marie
Natalie Marie Coyle, född 19 september 1984, i Walnut Creek, Kalifornien, är en amerikansk skådespelare och fitnessmodell. På senare år[när?] har hon även blivit wrestlingstjärna i WrestleMania i WWE.